# Kozaršče
Kozaršče este o localitate din comuna Tolmin, Slovenia, cu o populație de 98 de locuitori.